# Вуффа
Вуффа або Оффа (*Wuffa, Uffa, Ƿuffa, д/н —578) — король Східної Англії у 571—578 роках.

## Життєпис
Син Вєххи, короля англів-саффолків. Можливо став правити спільно з батьком, можливо з 548 року. Близько 571 року після смерті Вєххи став королем. Зумів об'єднати під своєю орудою усіх англів, підкоривши англів-норфолків. Разом з тим частина дослідників розглядають Вуффу більш легендарною особистістю.
На думку вчених саме Вуффа, об'єднавши усіх англів на сході став справжнім засновником королівства Східна Англія (на відміну від західних англів — Мерсії).
Вуффа переміг королівство бритів Кайр-Вент, захопивши його землі. В результаті королівство на заході досягло Північного моря, а на півдні Фенських боліт. Тому від нього отримала назва династія — Вуффінгів. Помер до 578 року. Йому спадкував син Титіла.